# تاتیانا یوماشوا
تاتیانا بوریسوونا یوماشوا ( روسی: Татьяна Борисовна Юмашева, متولد ۱۷ ژانویه ۱۹۶۰) دختر کوچکتر رئیس جمهور سابق روسیه بوریس یلتسین و نینا یلتسین است. از سال ۲۰۰۹، یوماشوا شهروند اتریش است.

## تحصیلات
او در سال ۱۹۸۳ از دانشکده ریاضیات محاسباتی و سایبرنتیک MSU فارغ التحصیل شد  او سپس تا سال ۱۹۹۴ در دفتر طراحی سالیوت و سپس در مرکز تولید و پژوهش فضایی خرونیشف کار کرد 

## حرفه
یلتسین در سال ۱۹۹۶ زمانی که مبارزات انتخاباتی مجدد او در حال تزلزل بود، وی را مشاور شخصی خود انتخاب کرد. همانطور که نیویورک تایمز گزارش داد، خاطراتی که توسط یلتسین نوشته شده است،  به او نسبت به «ممنوع کردن حزب کمونیست، انحلال پارلمان و به تعویق انداختن انتخابات ریاست جمهوری» در سال ۱۹۹۶ اعتبار داده است. او در گروه کوچکی از مشاوران معروف به "خانواده" نقش کلیدی داشت، اگرچه دیگران ( الکساندر ولوشین و والنتین یوماشف) از بستگان یلتسین نبودند. بوریس برزوفسکی و دیگر الیگارش ها نیز اغلب در این گروه بودند.
در سال ۲۰۰۰، نام او در جریان تحقیقات فساد مطرح شد، اما هیچ اتهامی مطرح نشد. او در ستاد ولادیمیر پوتین، جانشین دست‌گزیده یلتسین باقی ماند و مشاور کلیدی او در طول مبارزات انتخاباتی او در سال ۲۰۰۰ بود،  اما پوتین در اواخر همان سال او را برکنار کرد.
یوماشوا در کمدی طنز چرخش بوریس ، بر اساس تجربیات واقعی مشاوران سیاسی ایالات متحده در مبارزات انتخاباتی ۱۹۹۶ نقش ایفا کرده است.
یوماشوا و یوماشف در تهیه آخرین جلد از خاطرات پدرش، خاطرات نیمه شب، کمک ویراستاری کردند.
در ۲۵ فوریه ۲۰۲۲، یوماشوا از حمله روسیه به اوکراین انتقاد کرد.

## زندگی شخصی
در سال ۱۹۸۰، یوماشوا با ویلن آیراتوویچ خیرولین، دانشجوی دانشگاه دولتی مسکو ازدواج کرد. در سال ۱۹۸۱ آنها صاحب یک پسر به نام بوریس شدند. آنها در سال ۱۹۸۲ طلاق گرفتند.
در سال ۱۹۸۷، او با لئونید یوریویچ دیاچنکو  (معروف به الکسی)، تاجر، طراح از دفتر طراحی سالیوت ، میلیاردر، و مدیر اجرایی شرکتی که در سال ۲۰۰۸ توسط دولت پوتین مورد تحقیق قرار گرفت، ازدواج کرد  در سال ۱۹۹۵ آنها قبل از طلاق در سال ۲۰۰۱ صاحب یک پسر به نام گلب شدند.
در سال ۲۰۰۱، تاتیانا با مشاور رئیس جمهور همکار خود والنتین یوماشف ازدواج کرد،  و به لندن سفر کردند. تا سال ۲۰۱۸، یوماشف پدر همسر اولگ دریپااسکا بود.
تاتیانا دوست صمیمی یک مولتی میلیاردر دیگر به نام رومن آبراموویچ است.
او به همراه همسر و دخترشان از سال ۲۰۰۹ تابعیت اتریش را دارند 